# 重松花鳥
重松花鳥（1968年6月28日—）是日本女性聲優、演員。東京都出身。血型A型。

## 演出作品

### 動畫
- 魔法少年賈修
- 金田一少年事件簿（少女、護士）
- 數碼寶貝大冒險tri.（比丘獸）
- 數碼寶貝大冒險：（比丘獸[1]）

1999年
- 數碼寶貝大冒險（比丘獸）

2000年
- 數碼寶貝大冒險02（比丘獸）

2005年
- 數碼怪獸X進化（伽樓達獸X）

### 廣告
- 三菱
- BS朝日
- 花王
- FANCL
- 大塚製藥
- 三井住友海上（日语：三井住友海上火災保険）
- 伊豆大島宣傳片
- 東榮信用金庫（日语：東榮信用金庫）
- 杉養蜂園（日语：杉養蜂園）
- Nagawa

### 電台節目
- 水谷優子的動畫偵探團II（日语：水谷優子のアニメ探偵団II）（嘉賓）
- NHK

### 電視節目
- 三菱電機

## 外部連結
- 官方個人檔案

1. ↑  . 電視動畫「數碼寶貝大冒險:」官方網站.   [2020-03-17]. （原始内容存档于2020-03-17）.